# Gradierhaus (Bad Reichenhall)

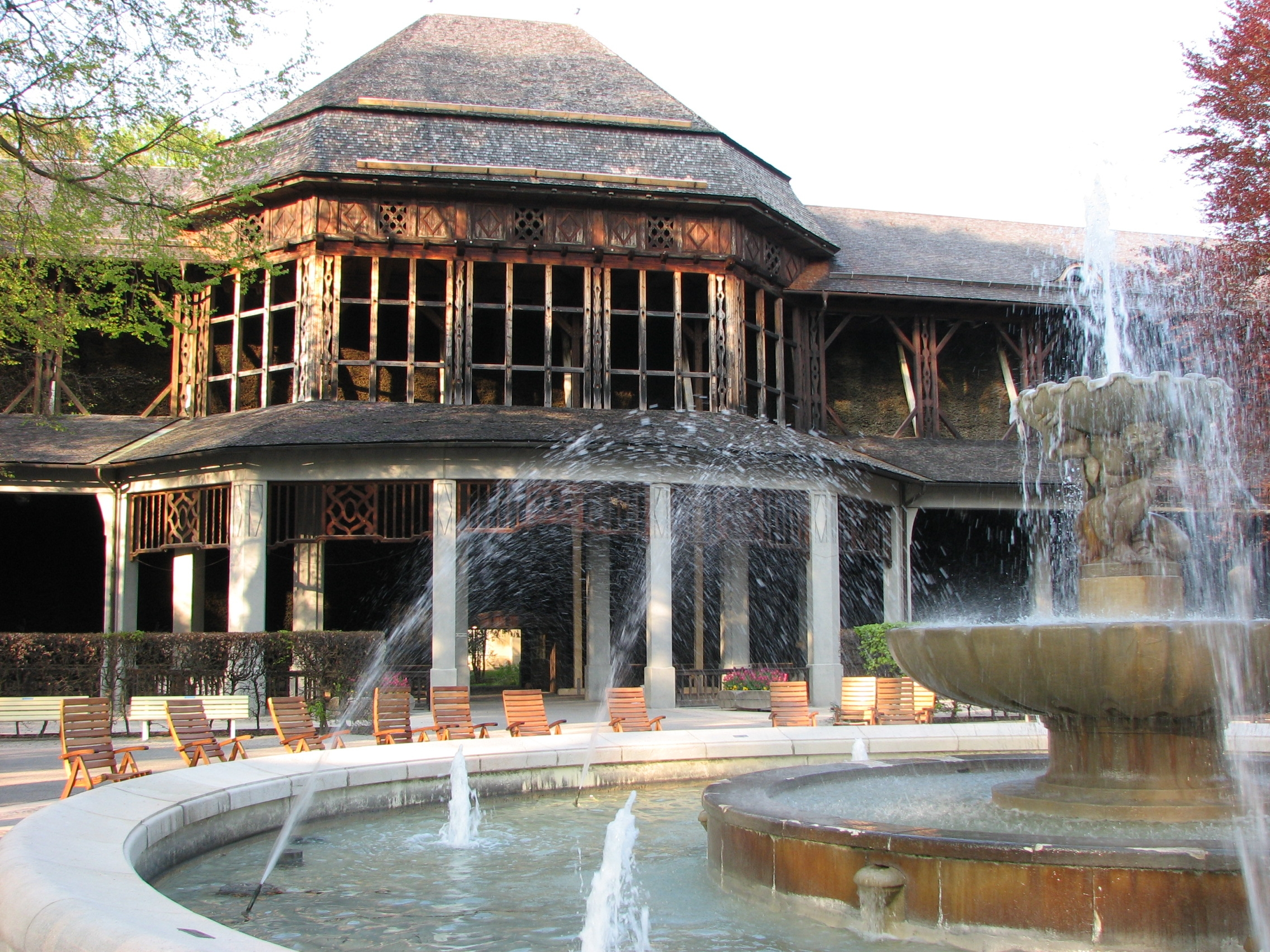
Gradierhaus in Bad Reichenhall

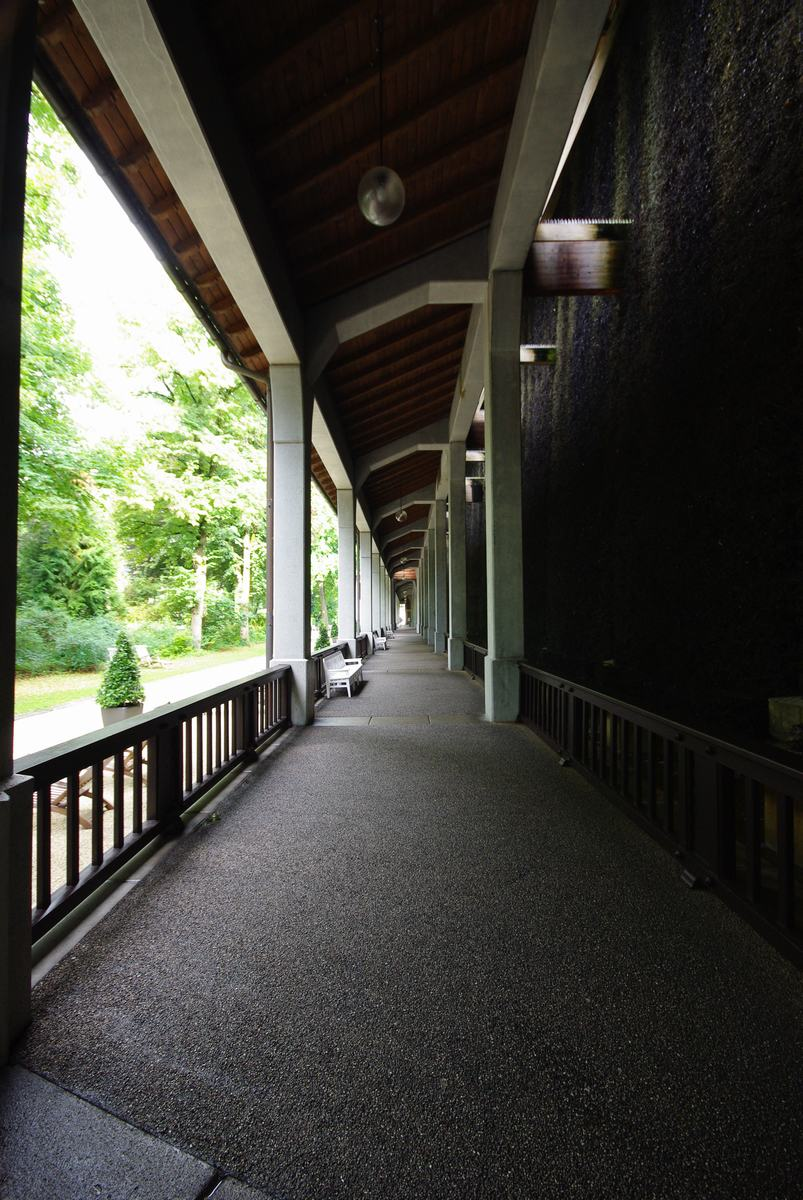
Östlicher Wandelgang

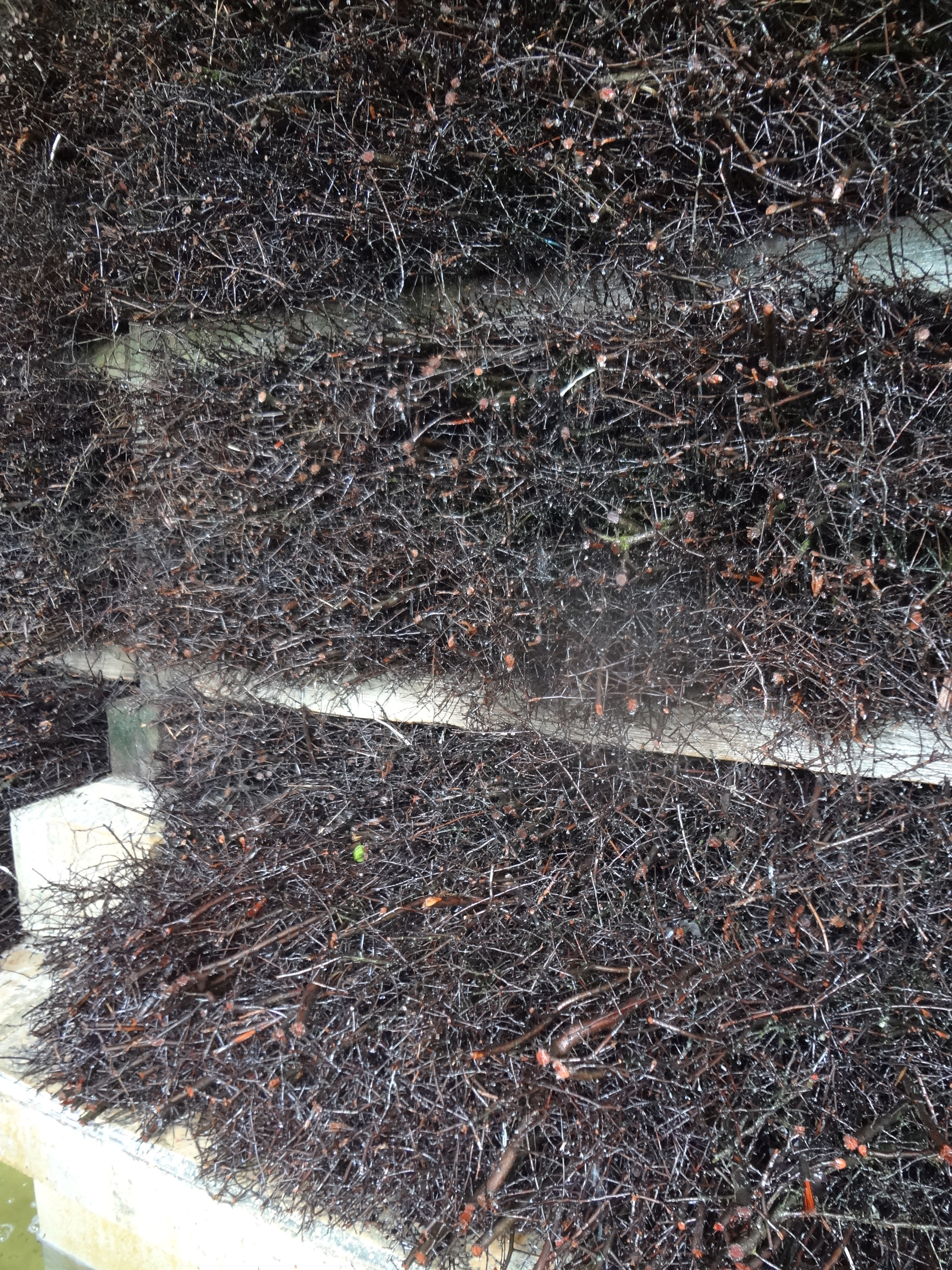
Schwarzdornreisig

Das Gradierhaus im Kurpark von Bad Reichenhall ist ein Gradierwerk für Sole, das in den Jahren 1909 bis 1910 unter der Leitung von Eugen Drollinger als Freiluftinhalatorium errichtet wurde.
Das Gradierhaus ist als zugehöriger Teil des Kurgartens unter der Nummer D-1-72-114-50 in die Bayerische Denkmalliste eingetragen.

## Baubeschreibung
Das Gebäude ist 163 Meter lang und am Mittelpavillon 23 Meter hoch. Es handelt sich um einen langgestreckten Bau mit Mittel- und Seitenpavillons und offenen, beidseitig umlaufenden Wandelgängen. Der aufwendig gestaltete Holzständerbau des Obergeschosses ruht auf einer schlichten Betonrahmenkonstruktion, die auch die zentrale Reisigwand trägt.
Die Reisigwände bestehen aus etwa 100 cm bis 120 cm langen, übereinander geschichteten Schwarzdornzweigen der Schlehe und sind 13 Meter hoch und 148 Meter lang, damit stehen pro Seite etwa 1.920 Quadratmeter Gradierfläche zur Verfügung.
Die Gradierung selbst erfolgt weitgehend in herkömmlicher Weise in der Regel von April bis Oktober. Auf der dem Wind zugewandten Seite rieselt fünfprozentige Sole aus der Alten Saline über die Dornwände. Der Inhalationseffekt ist auf der gegenüber liegenden Seite, wo keine Sole tröpfelt, größer, da der Luftstrom die Salzpartikel mitträgt.
Von April bis Oktober werden regelmäßig Führungen angeboten, bei denen u. a. die alte Technik im Dachgeschoss des Gradierhauses besichtigt und erklärt wird.

## Geschichte
In Bad Reichenhall gehen die ersten Versuche, Sole mit Hilfe der Sonneneinstrahlung und des Windes verdunsten zu lassen, um den Salzgehalt zu erhöhen, auf das 17. Jahrhundert zurück. Im Jahre 1615 erbaute man das erste „Leckwerk“, das auf dem System der Strohgradierung basierte. Die Anlage erfüllte aber nicht die in sie gesetzten Erwartungen, und bereits nach einem Jahr wurde der Betrieb eingestellt.
Das 1745 erbaute Dornwand-Gradierhaus war mit 18 Metern Länge zu klein bemessen. Deshalb wurde im Jahre 1758 ein Gradierwerk nach hessischen Vorbildern errichtet, das 160 Meter lang und 19 Meter hoch war. Die Sole wurde durch Pumpen in das Dachgeschoss des Gradierhauses gehoben. Ein unterschlächtiges Wasserrad trieb diese Pumpen an. In den Jahren 1761 bis 1764 baute man direkt anschließend noch ein zweites Gradiergebäude hinzu, das mit einem Steg im Dachgeschoss mit dem ersten Gebäude verbunden wurde. Nachdem die Anlage 1790 noch einmal verlängert worden war, betrug ihre Gesamtlänge 430 Meter. Im Jahre 1848 ersetzte ein kompletter Neubau die Anlage. Lage und Ausrichtung des Vorgängerbaus wurden übernommen und die Gebäude auf 720 Meter verlängert. Die Sole hoben nun neue von Georg von Reichenbach konstruierte Pumpen in die Höhe, die mit einem Wasserrad angetrieben wurden.
Ab 1846 nutzten die Kurgäste des Bades Achselmannstein die benachbarten Gradierwerke als Freiluftinhalatorium, weil dort die salzhaltige Luft eingeatmet werden konnte. Zwischen 1869 und 1888 wurde der größte Teil der Reichenhaller Gradierwerke abgerissen, da die Entwicklung der Salinentechnik die aufwändige Gradierung überflüssig machte. Einen 170 Meter langen Teil aber ließ man stehen, um ihn weiterhin für Kurzwecke nutzen zu können. Die Gradierhauswiese wurde in den 1850er Jahren gärtnerisch gestaltet und 1868 der heutige Kurpark nach Plänen des Königlichen Hofgarteninspektors Carl von Effner angelegt. Das Gradierhaus wurde 1872 für die Bedürfnisse der Kurgäste umgebaut. Auf beiden Seiten fügte man erhöht liegende, überdachte Wandelgänge an. 1910 baute man ein neues, vom Königlichen Hofoberbaurat Eugen Drollinger geplantes, Gradierhaus. Der Neubau hatte nichts mehr von einem nüchternen Industriegebäude wie seine Vorgänger, sondern war ganz auf seine Funktion als Freiluftinhalatorium ausgerichtet.
Von 1981 bis 1983 wurde das Gebäude grundlegend saniert. Die letzte größere Renovierung erfolgte in den Jahren 2008 bis 2011.